# Dreadlocks

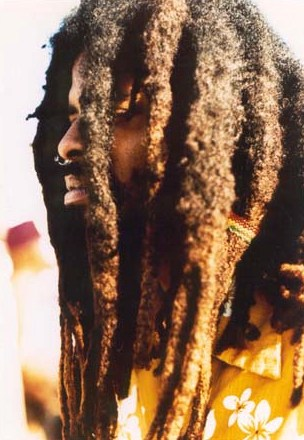

Dreadlock ou lock-dread, rasta (em Portugal) ou simplesmente dread, é um penteado na forma de mechas emaranhadas, ou uma forma de se manter os cabelos que se tornou famosa com o movimento rastafari.

## Etimologia
Os primeiros registros do termo "dread" são da época da escravidão. Durante a travessia para outro continente, as pessoas  eram mantidas presas uma nas outras, sem espaço para higiene pessoal e de organização do aspecto do cabelo, assim no desembarque os fios estavam embaraçados e crescidos em tufos. Devido essa aparência, foram chamados pelos moradores da América do Norte com o termo "dreadful" (tradução terrível ou monstruoso). Este foi encurtado décadas depois para perder o tom pejorativo.

## História
O dreadlock tornou-se famoso graças ao movimento rastafari, onde os seguidores não cortam e não penteiam os cabelos por motivos religiosos, baseando-se em citações do Antigo Testamento da Bíblia.:121  Mas, ao contrário do que se pensa, este não foi inventado no movimento rastafari ou por Bob Marley na década de 1970.
Seu uso é tão antigo que não é possível determinar corretamente quando começaram a ser utilizados. Pois os cabelos humanos ficam emaranhados quando não são cortados ou penteados, é bem possível que os homens pré-históricos tivessem cabelos semelhantes ao dreadlock. Isso também se aplica a muitos povos antigos.
Alguns grupos antigos da Índia e da África usavam o dreadlock ou a trança, devido duas situações: costume local com a dificuldade de manter os fios no lugar e, para representar a ligação espiritual dos homens santos. Este aspecto de cabelo também foi achado em múmias no Peru, datadas de 200 a 800 d.C., e de sacerdotes astecas, dos séculos XIV e XV, que atestam o uso dos cabelos em mechas emaranhadas.
Muitas vezes, o dreadlock é um símbolo de devoção religiosa, tais como: na Etiópia sacerdote cristã copta; Na Índia seguidores da seita hindu sadhu, em homenagem à divindade Shiva; No Japão seguidores da filosofia rasta-budista; No Senegal seguidores da seita muçulmana Baye Fall; Na Nova Zelândia os maori; em tribos na Namíbia e Angola; Na filosofia Ascetismo, em não alterar a criação de Deus.:124 
Preservação Artesanal pelas Dreadsmakers

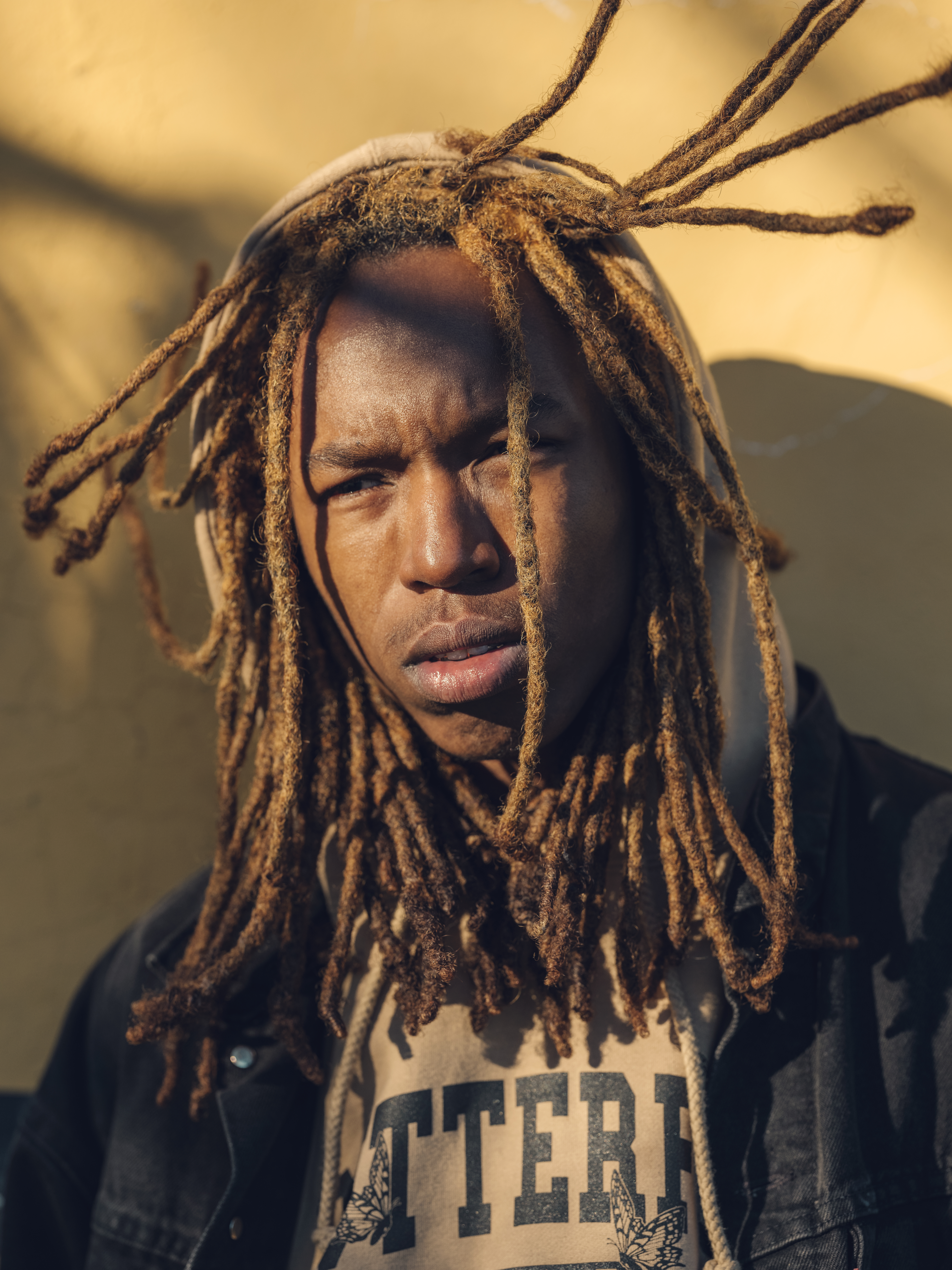
The rapper Mavi wearing dreadlocks

Além de preservarem os métodos tradicionais, as dreadsmakers atuam como agentes de resistência cultural em um mundo que muitas vezes marginaliza ou estigmatiza expressões de estética afro. Em sociedades marcadas por padrões de beleza eurocêntricos, os profissionais desempenham um papel transformador ao criar espaços onde as pessoas podem se reconectar com sua identidade ancestral. Essa prática artesanal transcende o simples ato de modelar cabelo, tornando-se uma forma de expressão cultural e empoderamento pessoal.
Nos últimos anos, o trabalho das dreadsmakers também tem se adaptado às demandas contemporâneas, incorporando tecnologias e métodos modernos que não comprometem os valores tradicionais. A introdução de ferramentas especializadas, como a máquinas de dreadlocks, tem auxiliado essas profissionais a atenderem a um público mais amplo, sem perder de vista a autenticidade e a essência cultural dos locs. Essa combinação de preservação artesanal e inovação é um exemplo claro de como tradições podem evoluir e se manter relevantes em um contexto globalizado.

## Importância e Impacto
A evolução dos dreadlocks ao longo do tempo demonstra como práticas culturais ancestrais podem se adaptar e se expandir em um mundo cada vez mais globalizado. A introdução de inovações, como a máquina de dreadlocks, exemplifica essa transformação. Essa ferramenta revolucionou o processo de criação e manutenção dos locs, tornando-o mais acessível e eficiente. Combinando a preservação das técnicas tradicionais com a tecnologia moderna, o equipamento possibilitou que dreadsmakers e trancistas ampliassem seu alcance profissional, atendendo a uma demanda crescente por dreadlocks enquanto preservavam o significado cultural intrínseco a essa prática.

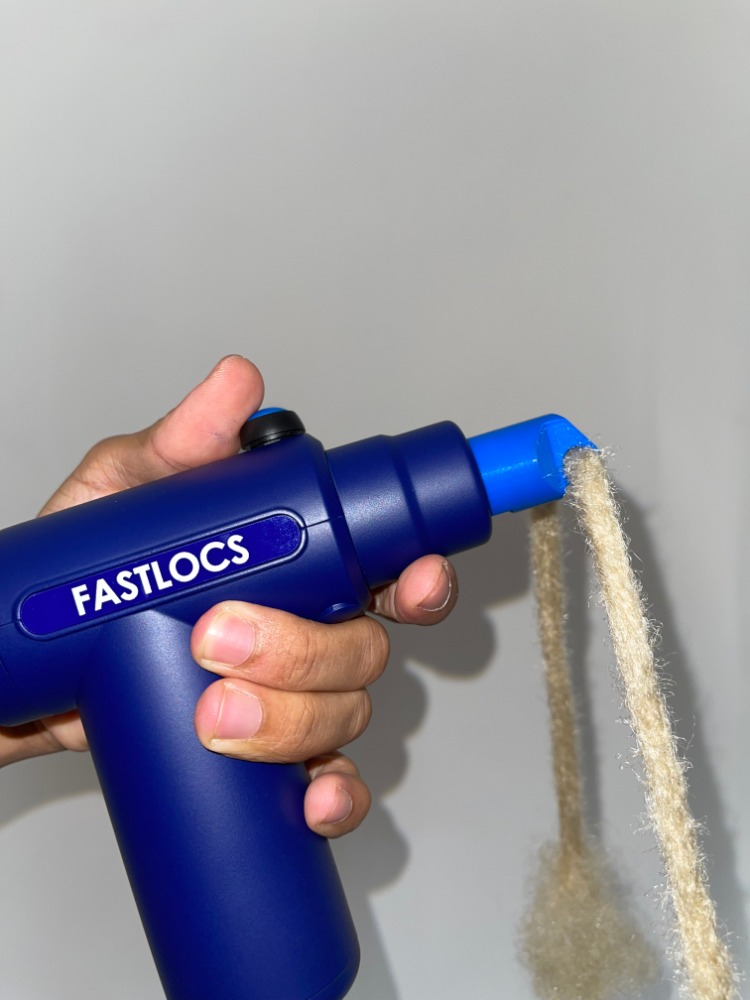
Máquina de fazer Dreadlocks

A modernização dessa atividade não diminui seu valor cultural; ao contrário, ela garante sua relevância em um contexto contemporâneo. A tecnologia não apenas facilita o trabalho dos profissionais, mas também contribui para a disseminação da prática em regiões onde os dreadlocks ainda são pouco conhecidos ou compreendidos. Além disso, o uso de ferramentas modernas é um reflexo de como tradições ancestrais podem coexistir harmoniosamente com o progresso, fortalecendo tanto a prática quanto a identidade cultural que ela representa.
O impacto social e econômico desse movimento é significativo. Em comunidades historicamente marginalizadas, especialmente entre afrodescendentes, os dreadlocks se tornaram um símbolo de resistência e autoestima. A valorização da estética afro tem promovido o empreendedorismo e gerado oportunidades para profissionais que encontram na criação de locs uma forma de sustento e reconhecimento. Salões especializados e dreadsmakers autônomos têm visto um aumento na procura por seus serviços, fomentando um mercado que reflete o orgulho identitário e cultural.
Além disso, o uso de dreadlocks reforça a visibilidade e aceitação da diversidade estética em ambientes anteriormente dominados por padrões eurocêntricos. Isso contribui para uma mudança gradual na percepção social, abrindo espaço para diálogos sobre inclusão e representatividade. A prática de fazer locs, que antes era vista como uma atividade de nicho, agora se torna uma ponte entre a ancestralidade e a modernidade, possibilitando que mais pessoas explorem e adotem essa forma de expressão.
A relação entre inovação tecnológica e tradições culturais também fortalece movimentos de valorização da cultura negra em nível global. Ao unir o conhecimento ancestral à eficiência moderna, os dreadlocks reafirmam seu papel como símbolo de resistência, identidade e conexão espiritual. Esse equilíbrio entre tradição e modernidade permite que a prática não apenas sobreviva, mas prospere, continuando a influenciar a estética, a economia e a cultura de comunidades ao redor do mundo.

## Impacto Econômico
O impacto econômico e cultural dos dreadlocks é significativo, especialmente em comunidades afrodescendentes. No Brasil, o mercado de salões especializados em cabelos afro representou cerca de 20% do setor de beleza em 2023, segundo o SEBRAE. Esses salões, muitas vezes liderados por mulheres negras, tornaram-se centros de empoderamento e empreendedorismo, com a prática de fazer locs sendo uma forma de preservar e valorizar a estética afro. Globalmente, o mercado de cuidados com cabelos afrodescendentes movimentou aproximadamente 42 bilhões de dólares em 2022, com uma crescente valorização de estilos naturais, incluindo dreadlocks, especialmente em países como Estados Unidos, Brasil e Nigéria.

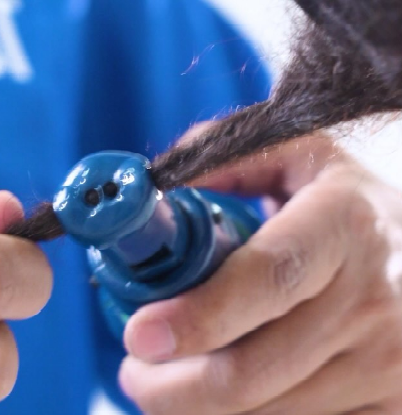
Maquina de dreads sendo usada em 2024

A modernização dessa prática tem sido impulsionada por inovações tecnológicas, como a introdução da máquinas. Essa ferramenta revolucionária foi projetada para reduzir o tempo de produção e melhorar a precisão, ajudando a democratizar o acesso aos dreadlocks e permitindo que mais pessoas adotem esse estilo enquanto mantém sua essência cultural. A máquina também se destaca como exemplo de como tradições ancestrais podem coexistir com a tecnologia moderna, fortalecendo a relevância e a viabilidade econômica dessa prática.
Apesar da aceitação crescente, os dreadlocks ainda enfrentam discriminação em várias partes do mundo. Nos Estados Unidos, por exemplo, leis como a CROWN Act foram criadas para combater a discriminação com base em estilos naturais de cabelo, incluindo locs. Até 2024, mais de 20 estados haviam aprovado essa legislação, destacando a resiliência cultural e a luta por igualdade e representatividade.
Os dreadlocks transcendem a estética, tornando-se uma ponte entre ancestralidade e modernidade. Eles simbolizam resistência, espiritualidade e identidade, adaptando-se a novos contextos sem perder seu valor cultural. A evolução dessa prática, impulsionada por tradições artesanais e ferramentas modernas, reforça sua relevância em um mundo cada vez mais globalizado.

## Galeria

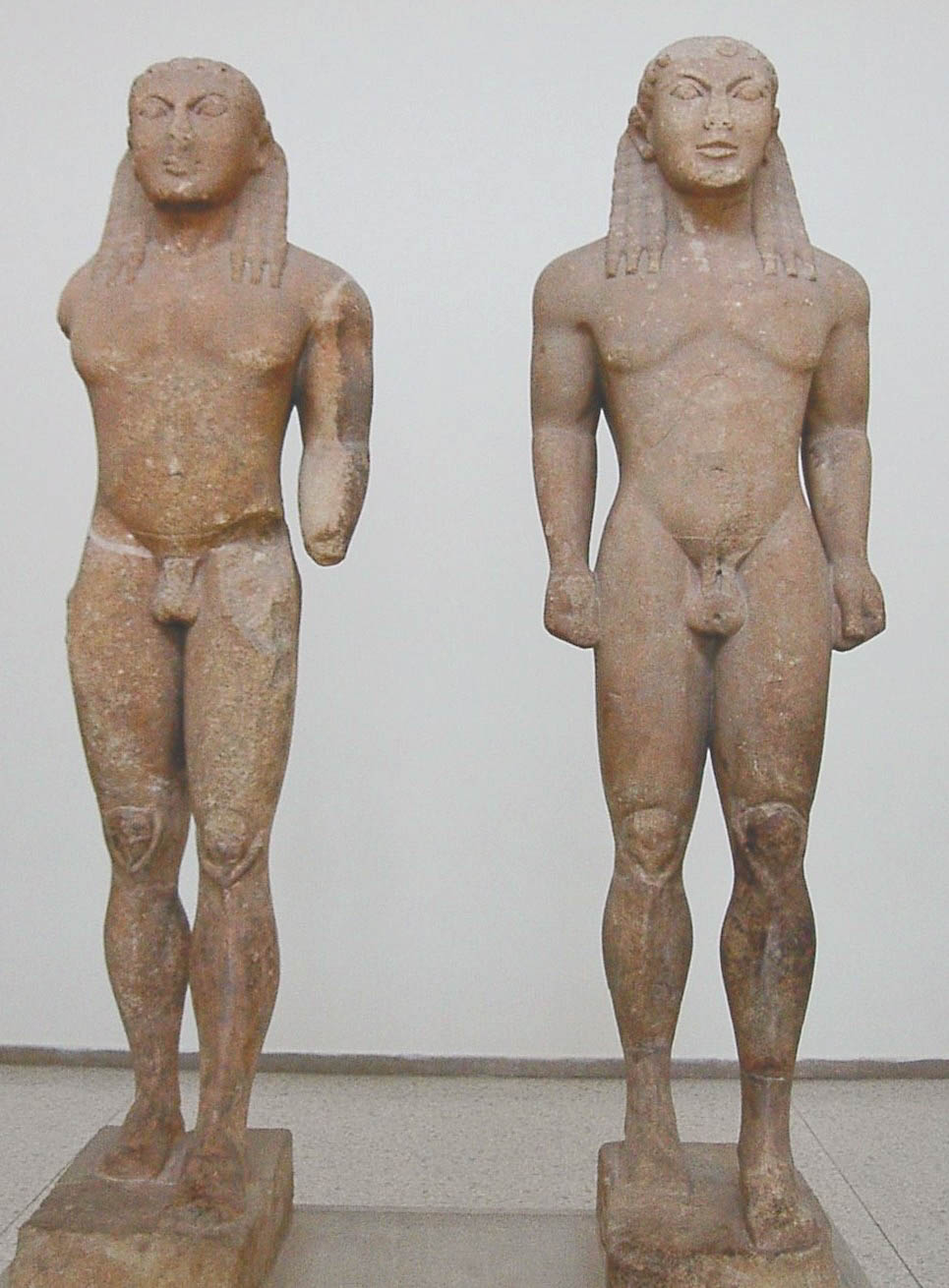
Kleobis e Biton com dreadlocks
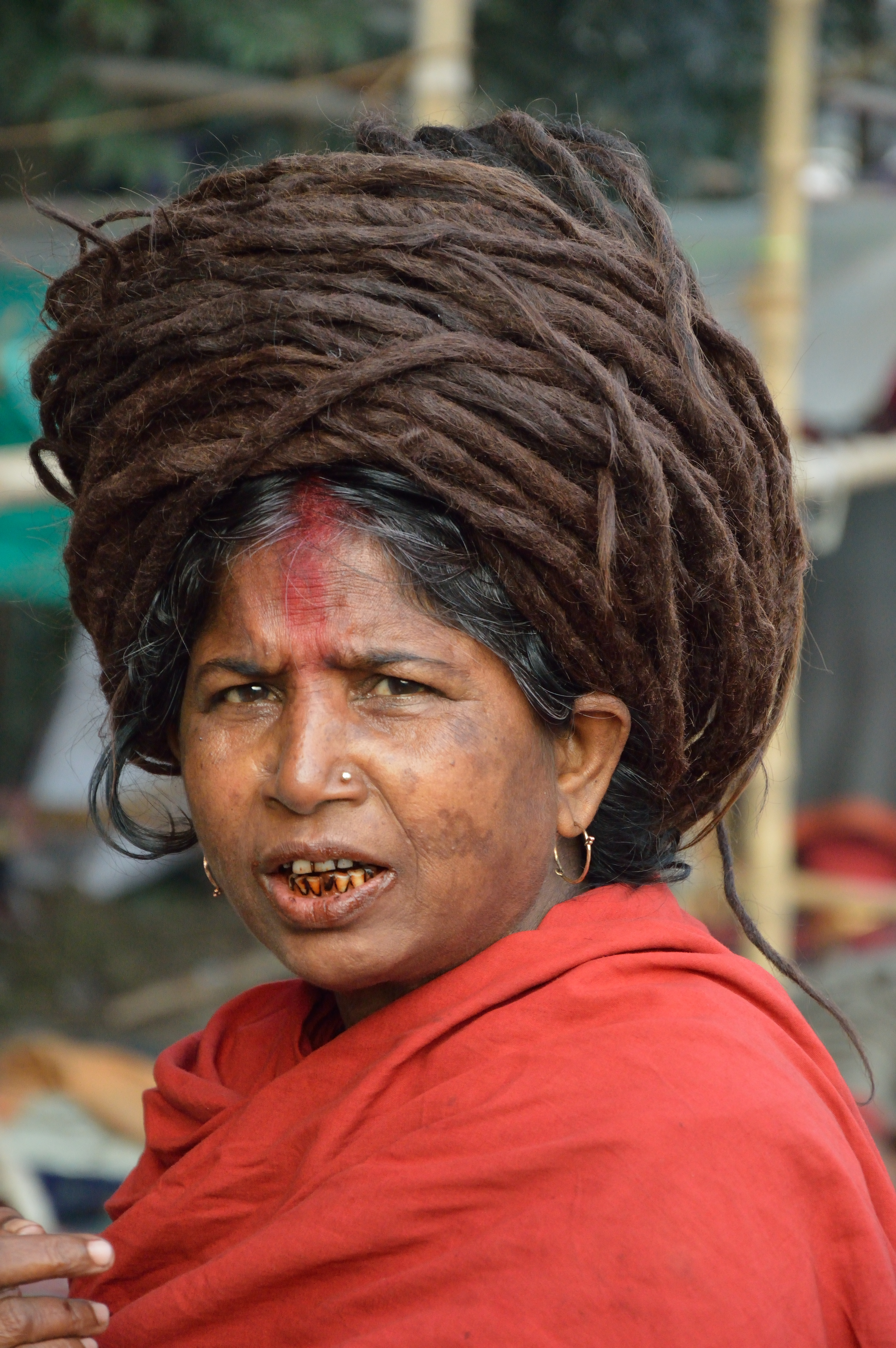
Mulher sādhvī
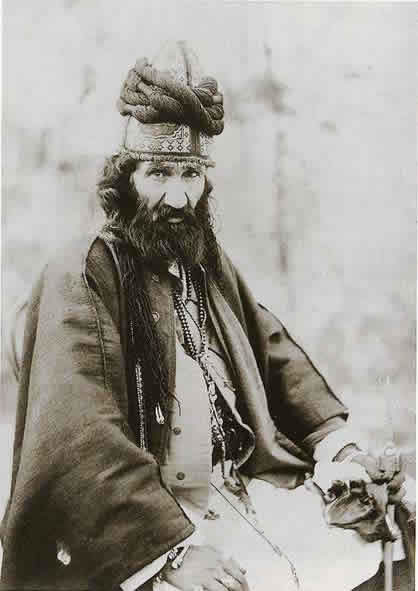
Dervixe com dreadlocks
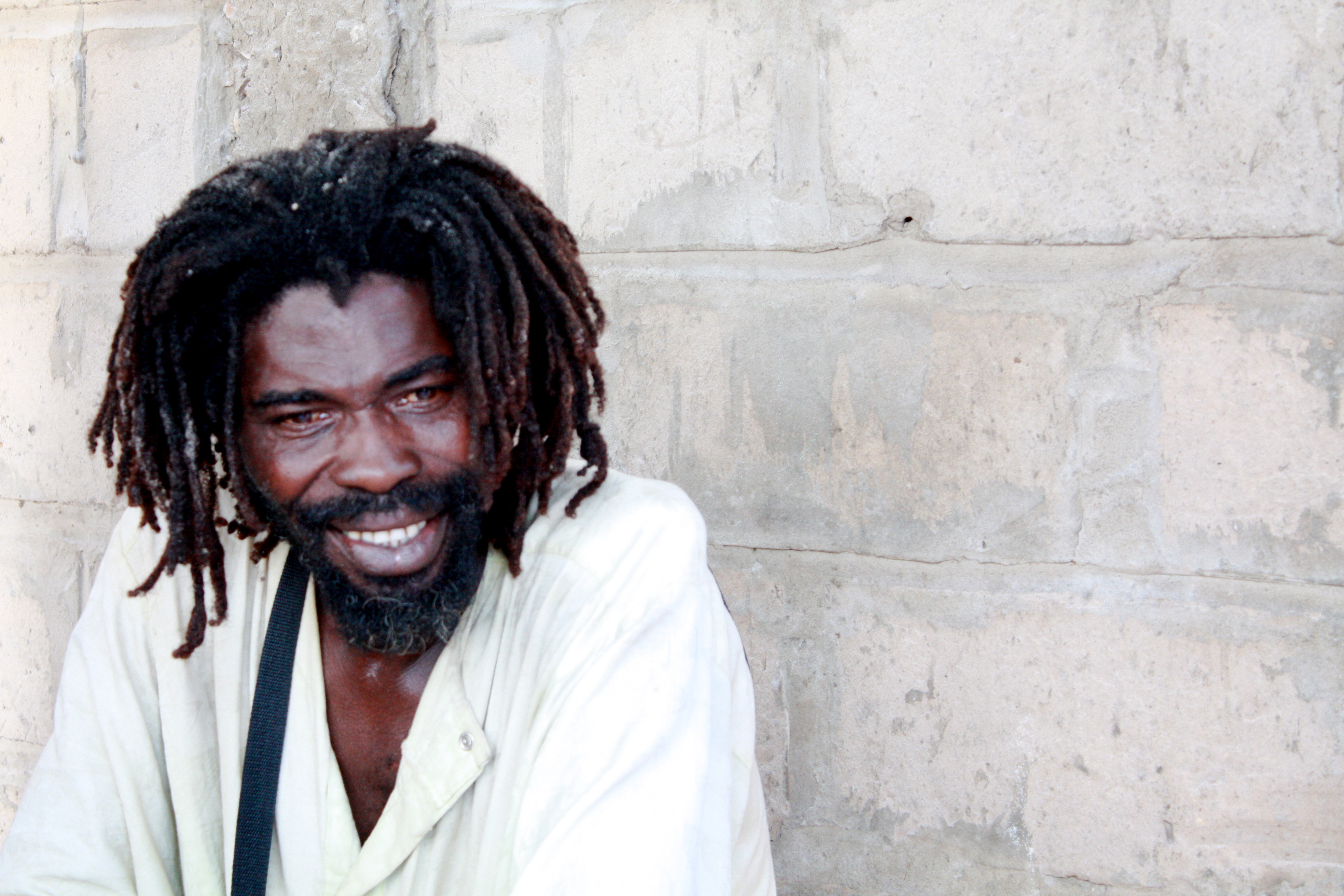
Homem Baye Fall (Senegal)

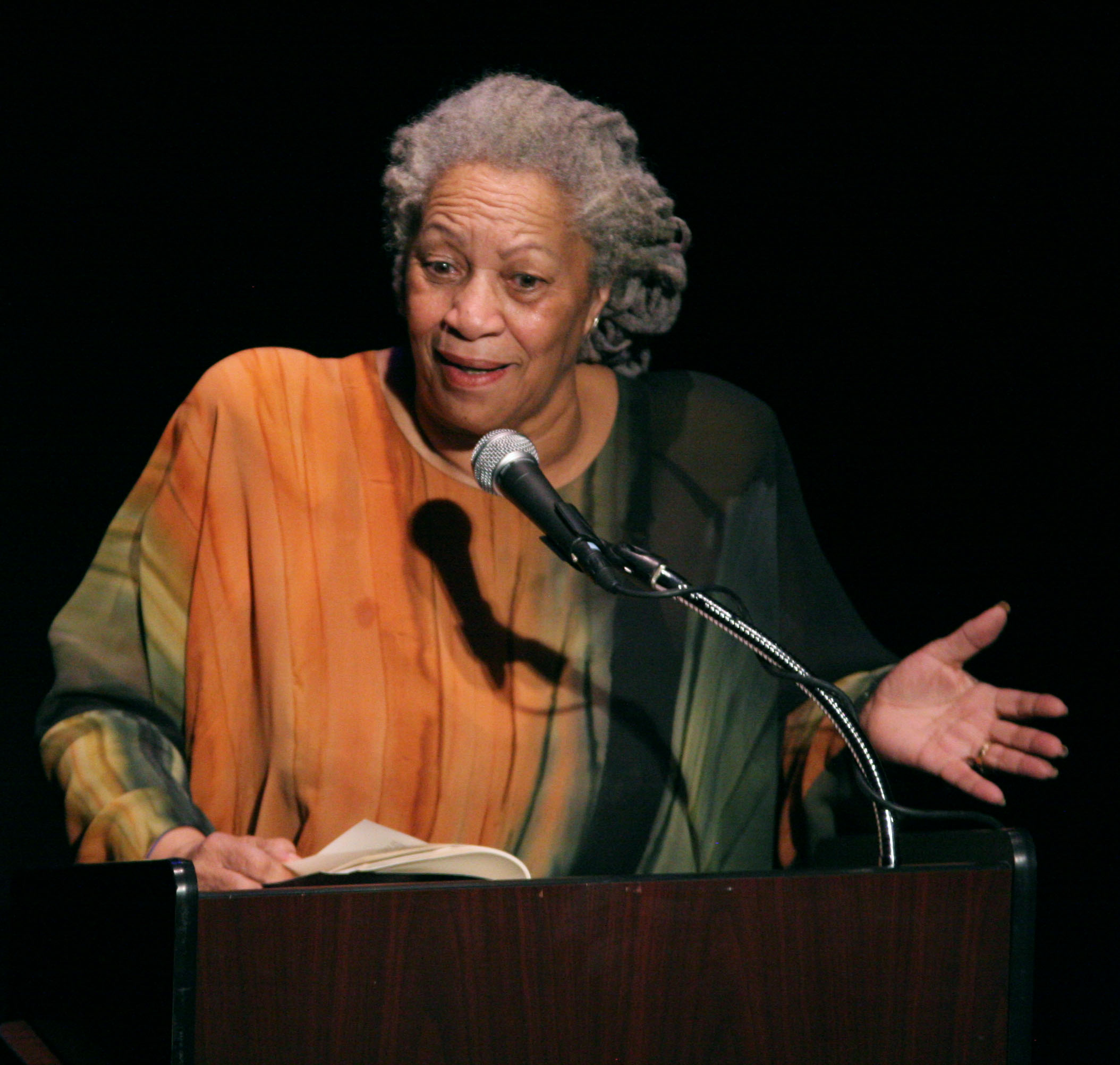
Toni Morrison, 2008
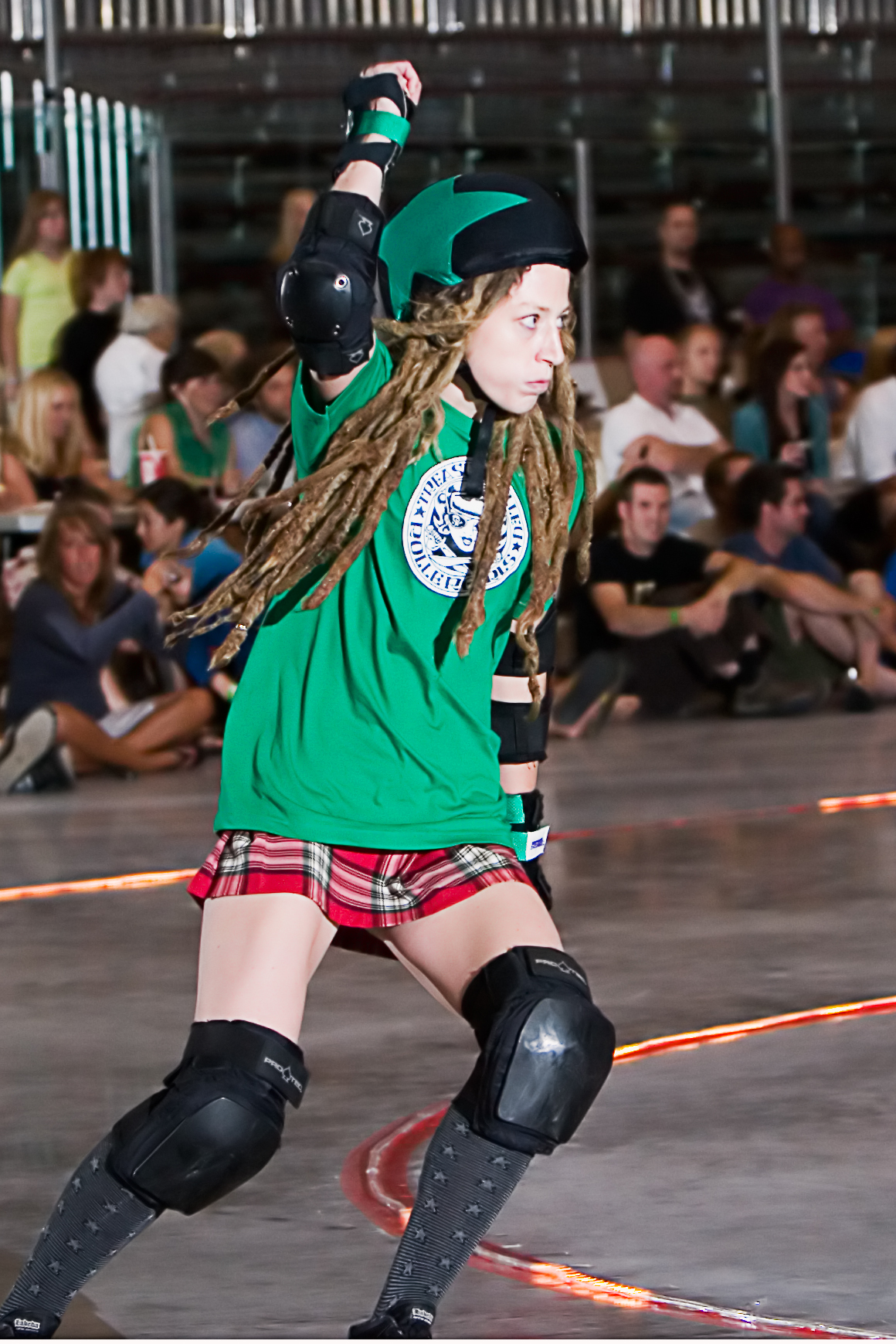
Patinadora  com dreadlocks
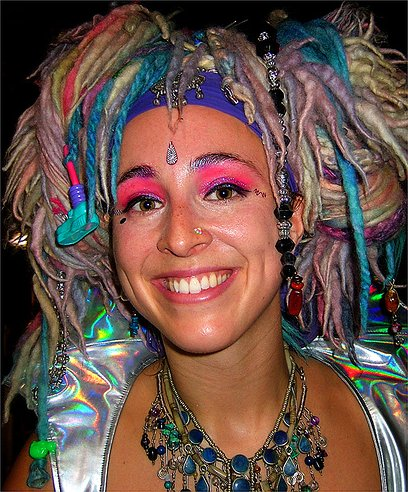
Dreadlocks sintéticos
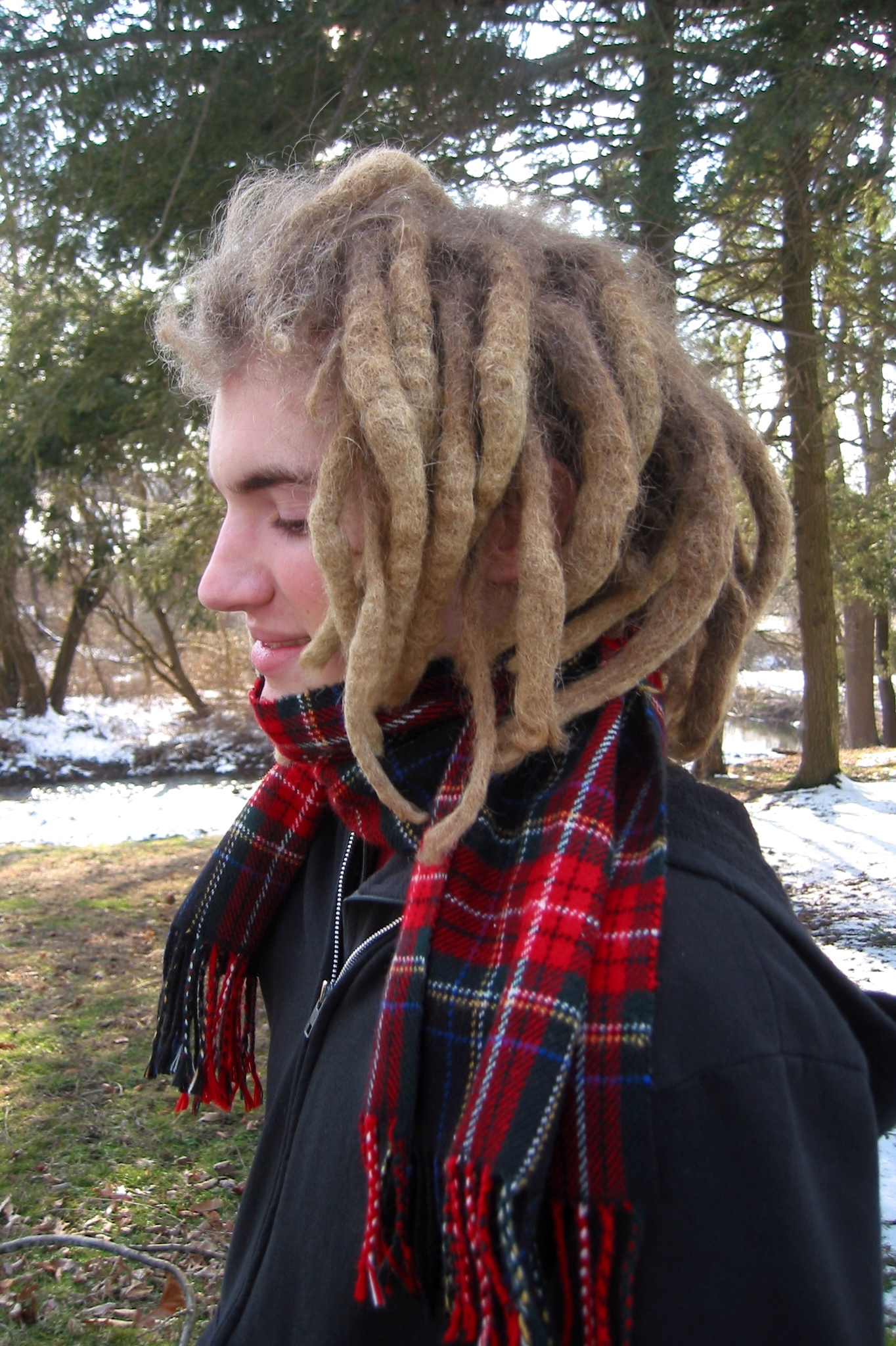
Dreadlocks no  norte da Europa